# Желтушник садовый
Желтушник садовый (лат. Erysimum cheiri) — вид многолетних травянистых растений рода Желтушник (Erysimum) семейства Капустные (Brassicaceae), популярное декоративное садовое растение. Также встречается под устаревшим синонимичным названием Лакфиоль обыкновенный (м.р.) по виду Cheiranthus cheiri.

## Название
В литературе по цветоводству и интернет-источниках растение чаще всего встречается под многочисленными, но не вполне корректными синонимами:
- Лакфиоль - название, образованное от персидского корня "lak" - красный, и латинского "viola" - фиалка[3], по яркой кирпично-красной расцветке лепестков некоторых форм и сильному аромату; ботаническое название рода лат. Cheiranthus[2], которое по современной классификации является устаревшим синонимом рода Желтушник (Erysimum).

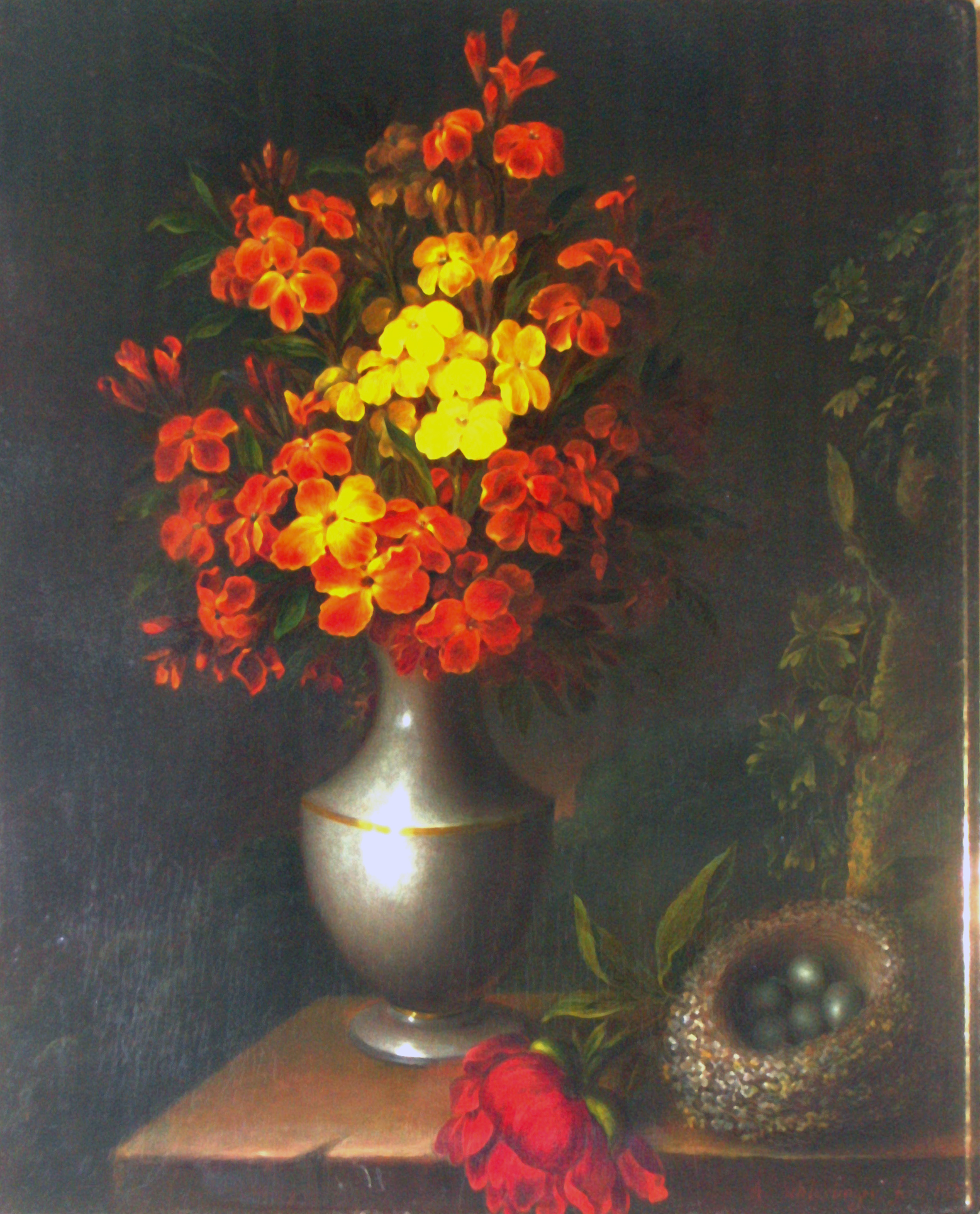
Фрагмент картины "Goldlack in Zinnvase..." A. Schlesinger (Лакфиоль в металлической вазе...)

- Желтофиоль - реже используемое тривиальное название, данное по преимущественно желтой окраске цветков многих видов, входивших в этот род, и выраженному "фиалковому" аромату. Термин постепенно выходит из употребления[4].
- Желтушник Чери - неправильная "англицированная" интерпретация видового эпитета cheiri, который на самом деле образован от корня др.-греч. χείρ (kheír - "рука", произносится как к(х)ер)[5] и, как предполагается, был дан К. Линнеем по старинной традиции, восходящей к средневековью, когда участники празднований и народных гуляний несли в руках маленькие букеты из цветов желтушника[6].
- Хейрантус Чери - по латинскому устаревшему названию рода + неправильная транскрипция видового эпитета[7][8].
- Левкой жёлтый - тривиальное название, отражающее схожесть внешнего вида растения и аромата с левкоем из того же ботанического семейства Капустные, от которого отличается гаммой окрасок[8].

## Ботаническое описание[2][9]

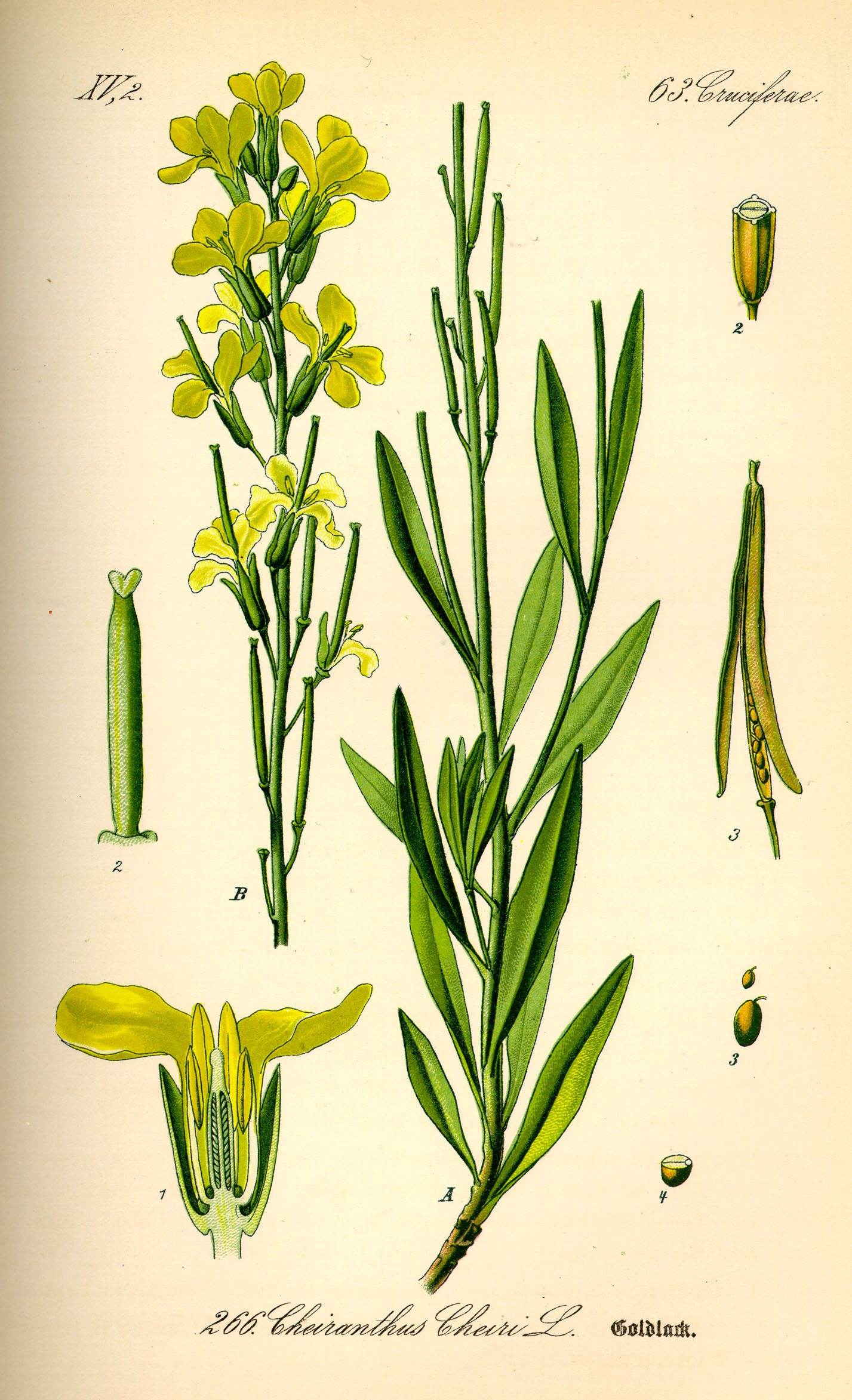
Лакфиоль.

Многолетнее травянистое растение, покрытое ветвящимися волосками. Стебли высотой до 90 см.
Прикорневые листья 2-10 см длиной, овально-ланцетные.
Цветки крупные, ароматные, с лепестками 15-25 мм, желтые, с ноготком. Чашелистики прямостоячие. Цветоножки 5-15 мм при плодоношении.
Плод - сплюснутый стручок 25-75 х 2-4 мм, вверхсмотрящий. Створки с выраженной средней жилкой.
Семена ок. 3 мм диаметром, приплюснутые.
Хромосомное число 2n=14.

## Распространение и экология[2][9]
Природный ареал охватывает южную Грецию и Эгейские острова. Натурализовался из культуры в центральной, южной и западной Европе, на территории Крыма.

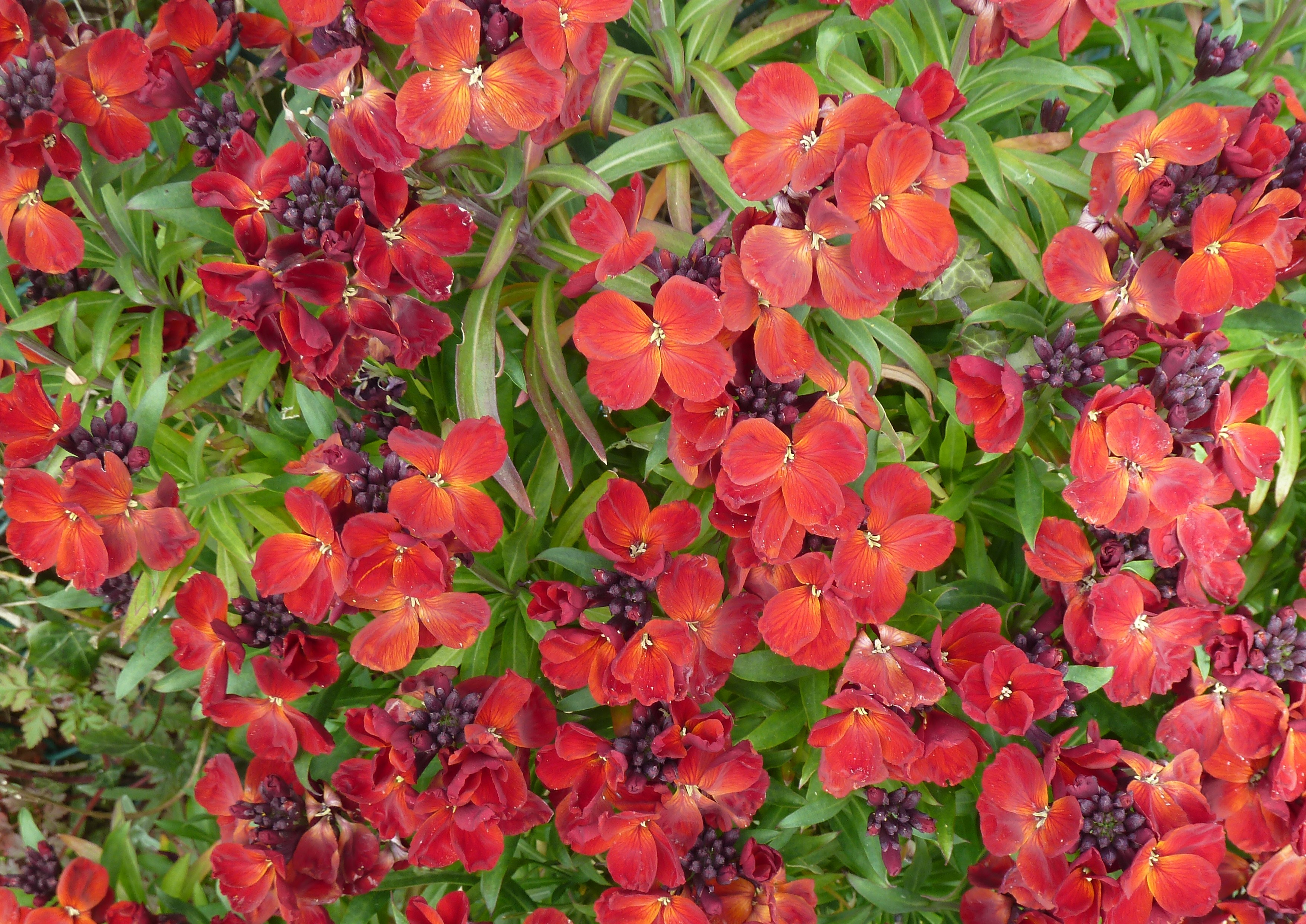
Садовый культивар с кирпично-красной расцветкой

## Значение и применение[8]
Многочисленные сорта и гибриды желтушника садового активно выращиваются в качестве декоративного растения благодаря яркой окраске и выраженному сладковато-освежающему аромату. Зимостойкость до -18°C, в южных регионах разводится как многолетник, в средней полосе России и более северных - как однолетник. Расцветки преимущественно желто-оранжевой и кирпично-красной гаммы, есть также культивары с белыми, бордовыми, фиолетовыми и пестрыми цветками. Выведены махровые сорта.

## Классификация
Многими систематиками вид рассматривается как гибридный с обозначением Erysimum × cheiri, что не поддерживается в современной таксономии.

### Таксономия[10]
Erysimum cheiri (L.) Crantz, 1769,  Cl. Crucif. Emend. : 116 
Вид Желтушник садовый относится к роду Желтушник (Erysimum) семейства Капустные (Brassicaceae) порядка Капустоцветные (Brassicales). Кладограмма в соответствии с Системой APG IV по состоянию на июнь 2023 года:
|  |                                      |  |                                   |                                   |                     |  | ещё 16 семейств | ещё 16 семейств |                   |  |  |  | еще 248 подтвержденных видов и 69 видов, ожидающих подтверждения |
|  |                                      |  |                                   |                                   |                     |  | ещё 16 семейств | ещё 16 семейств |                   |  |  |  | еще 248 подтвержденных видов и 69 видов, ожидающих подтверждения |
|  |                                      |  |                                   | порядок Капустоцветные            |                     |  |                 |                 | род Желтушник     |  |  |  |                                                                  |
|  |                                      |  |                                   | порядок Капустоцветные            |                     |  |                 |                 | род Желтушник     |  |  |  |                                                                  |
|  | отдел Цветковые, или Покрытосеменные |  |                                   |                                   | семейство Капустные |  |                 |                 | Желтушник садовый |  |  |  |                                                                  |
|  | отдел Цветковые, или Покрытосеменные |  |                                   |                                   | семейство Капустные |  |                 |                 |                   |  |  |  |                                                                  |
|  |                                      |  | ещё 63 порядка цветковых растений | ещё 63 порядка цветковых растений |                     |  |                 | ещё 354 рода    | ещё 354 рода      |  |  |  |                                                                  |
|  |                                      |  |                                   | ещё 63 порядка цветковых растений |                     |  |                 |                 | ещё 354 рода      |  |  |  |                                                                  |

### Синонимы
- Cheiranthus cheiri  L.
- Cheiranthus cheiri f. glaucescens  Pamp.
- Cheiranthus fruticulosus  (Spreng.)  L'Hér.  ex  DC.
- Cheiranthus helveticus  Jacq.
- Cheiranthus intermedius  Schleich.
- Cheiranthus luteus  Dulac
- Cheiranthus muralis  Salisb.
- Cheiranthus silenifolius  Willd.
- Cheiri montanum  Clairv.
- Cheiri murale  (Salisb.)  Samp.
- Cheiri vulgare  Clairv.
- Cheirinia helvetica  (Jacq.)  Link
- Cheirinia suffruticosa  Link
- Crucifera cheiri  E.H.L.Krause
- Erysimum cheiri subsp. inexpectans  Véla, Ouarmim  &  Dubset
- Erysimum helveticum  (Jacq.)  DC.
- Erysimum murale  Lam.
- Erysimum suffruticosum  Spreng.
- Erysimum suffruticosum  Spreng.